# Вилађи Санти-Сан Фермо (Верона)
Вилађи Санти-Сан Фермо је насеље у Италији у округу Верона, региону Венето.
Према процени из 2011. у насељу је живело 34 становника. Насеље се налази на надморској висини од 127 м.